# أوراق اعتماد طبية
أوراق الاعتماد المهنية للرعاية الصحية (بالإنجليزية: Healthcare professional credentials)‏، هي أوراق اعتماد تُمنح للعديد من مقدمي الخدمات الصحية، كوسيلة لتوحيد مستوى التعليم والقدرة على تقديم الرعاية.

## الأطباء
- الطبيب المعالج
  - بكالوريوس الطب، وبكالوريوس الجراحة (MBBS) [1]
  - دكتور في الطب (MD)
  - دكتوراه في طب العظام (DO)
- طبيب أسنان
  - بكالوريوس في جراحة الأسنان (BDS)
  - دكتوراه في طب الأسنان (DMD)
  - دكتور في جراحة الأسنان (DDS)
- طبيب العيون
  - دكتور في البصريات (OD)
- طبيب الأرجل
  - دكتور في علاج الأرجل (DPM)
- مقوم العظام
  - دكتوراه في العلاج بتقويم العمود الفقري (DC)
- مساعد طبيب (PA)
  - دكتوراه في العلوم الطبية (D.Med.Sc.)، (DMSc.) [2]
  - ماجستير العلوم الطبية (M.Med.Sc)، (MMSc.)
  - ماجستير في دراسات مساعد الأطباء (MPAS)
  - بكالوريوس العلوم المهنية (المدخل الثاني) في مساعد الطبيب (بكالوريوس العلوم)، [3] (BHSc.PA) [4]
- صيدلي (R.Ph.)
  - دكتور صيدلة (PharmD)
  - ماجستير الصيدلة (مفارم) [5]
  - بكالوريوس الصيدلة (B.Pharm)

## الباحثون الطبيون
- دكتوراه في الفلسفة (دكتوراه) [6]
- الدكتور السيد. (دكتوراه في الأبحاث الطبية) [7]

## العاملين في مجال الصحة المتحالفة
- ممارس الجهاز التنفسي (المعروف أيضًا باسم "معالج الجهاز التنفسي" أو "ممارس الرعاية التنفسية") (RRT، CRT)
  - مشارك في العلوم في العلاج التنفسي (ASRT)
  - بكالوريوس العلوم في العلاج التنفسي (BSRT)
  - ماجستير العلوم في العلاج التنفسي (MSRT)
- مسعف (NRP)
- فني طب الطوارئ (EMT-B، EMT-I، EMT-IV، EMT-I/99، EMT-I/89، NREMT، NRAEMT)
- المدرب الرياضي (ATC) [8]
  - بكالوريوس العلوم في المدرب الرياضي (BS)
  - درجة الماجستير في التدريب الرياضي (MSAT، MAT)
  - كاتي [9]
  - مجلس الشهادات، وشركة (ATC) [10]
- اختصاصي تغذية
  - اختصاصي تغذية مسجل (RD)
  - أخصائي تغذية مسجل (RDN)
- أخصائي الأشعة والتخصصات
  - يختلف حسب البلد، راجع المقال الرئيسي .
- أخصائي العلاج الوظيفي
  - ماجستير العلاج الوظيفي (MOT)
  - دكتوراه في العلاج الوظيفي (OTD)
- معالج فيزيائي
  - ماجستير في العلاج الطبيعي (MPT)
  - دكتوراه في العلاج الطبيعي (DPT)
- معالج النطق / أخصائي أمراض النطق واللغة
  - أخصائي أمراض النطق واللغة (SLP)
- معالج بالموسيقى
  - معالج موسيقى معتمد من البورد (MT-BC)
  - ماجستير في العلاج بالموسيقى (MMT)
- تقني جراحي
  - مشارك في العلوم التطبيقية في التكنولوجيا الجراحية
- فني مختبر طبي/عالم مختبر طبي/تقني طبي (MLT، MLS، MT)
  - مشارك في العلوم في علوم المختبرات الطبية (السريرية) (ASMLS، ASCLS، درجات، شهادة MLT مؤهلة إذا كانت من برنامج معتمد من NAACLS)
  - بكالوريوس العلوم في علوم المختبرات الطبية (السريرية) (BSMT، BSMLS، درجات BSCLS، شهادة MLS مؤهلة إذا كانت من برنامج معتمد من NAACLS)
  - ماجستير العلوم في علوم المختبرات الطبية (السريرية) (درجات MSMLS، MSCLS)
  - دكتوراه العلوم في علوم المختبرات السريرية (درجة DSCLS)

## التمريض
- ممرضة مسجلة (RN)
  - دكتوراه في ممارسة التمريض (DNP)
  - ماجستير العلوم في التمريض (MSN)
  - بكالوريوس العلوم في التمريض (BSN)
  - مشارك في العلوم في التمريض (ASN)
  - دبلوم في التمريض
- ممرضة عملية (PN، LPN، VN)
- مساعد طبيب التخدير المعتمد (CAA)

## مساعدين
- مساعد ممرضة (CNA)
- فني ممرضة (CNT)
- شريك الرعاية (CP)
- مساعدين طبيين
  - مساعد طبي معتمد (CMA)
  - مساعد طبي معتمد - إداري (CMA-A)
  - مساعد طبي معتمد - سريري (CMA-C)
  - مساعد طبي معتمد - الإداري والسريري (CMA-AC)
  - مساعد طبي مسجل (RMA)
  - مساعد طبي (ماجستير)
  - مساعد طبي سريري معتمد (CCMA)
  - مساعد إداري طبي معتمد (CMAA)
- فني صيدلة
  - فني صيدلة معتمد (CPhT)

### مساعدي العلاج
- مساعد العلاج الطبيعي (PTA)
  - مشارك في العلوم التطبيقية في مساعد العلاج الطبيعي [11]
- مساعد العلاج الوظيفي
  - مشارك في العلوم التطبيقية في مساعد العلاج المهني (AAS OTA) (COTA)

## الطب البديل
- المعالجون بالطبيعة
  - العلاج الطبيعي (ND)